# Ewa Partum

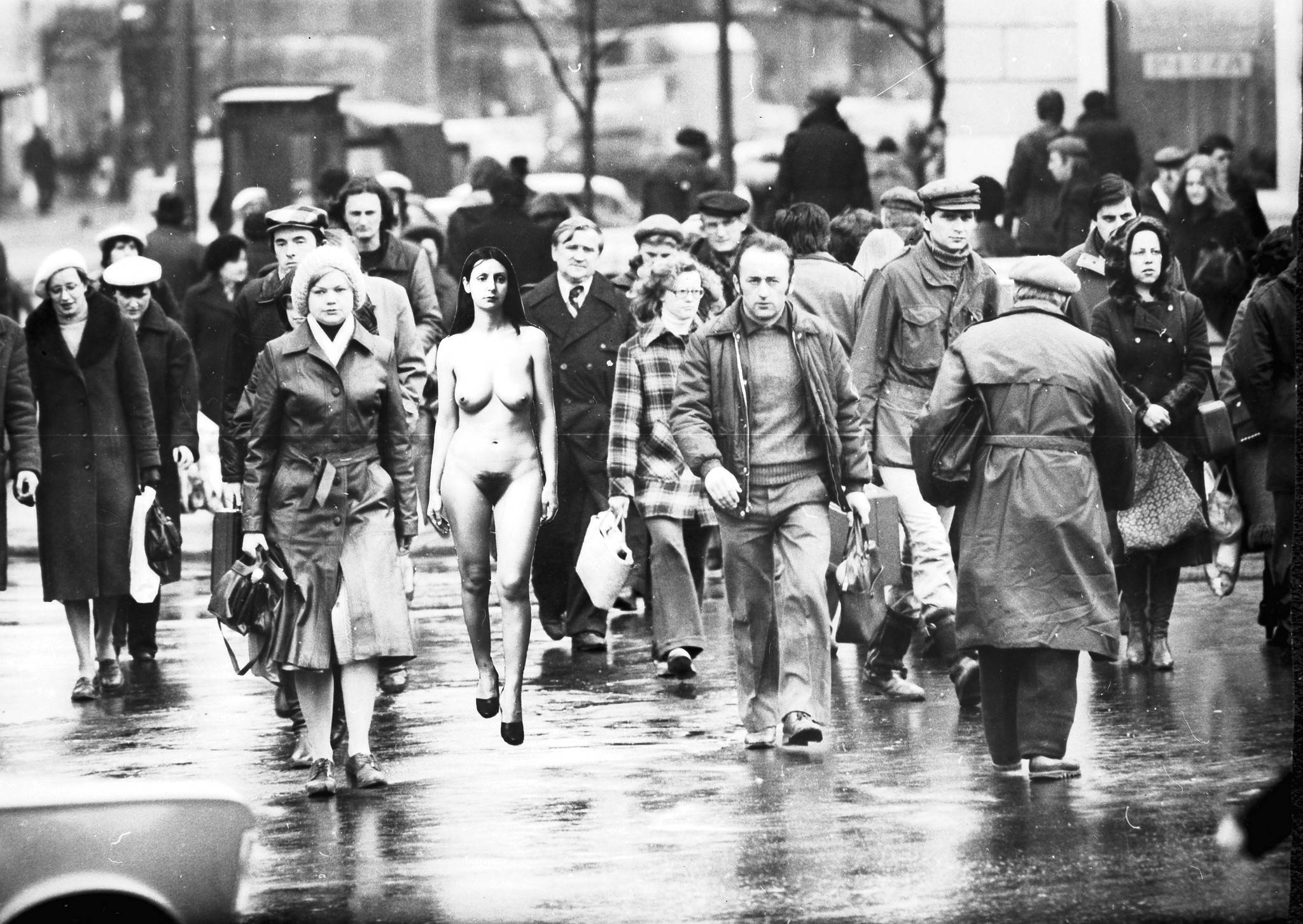
Ewa Partum: Sebeidentifikace, 1980, černobílá fotografie, koláž, 30×40 cm, ze série 14 koláží. Tento snímek byl součástí výstavy Promises of the Past (Přísliby minulosti), která se konala od dubna do července 2010 v Centre Pompidou v Paříži

Ewa Partum (* 1945 Grodzisk Mazowiecki) je polská současná a konceptuální umělkyně a fotografka. Zabývá se kaligramem, performancemi, mail artem, fotografií a videem. Od roku 1983 žije a pracuje v Berlíně.

## Životopis
Ewa (rozená Frejdlichová) se narodila v roce 1945 ve městě Grodzisk Mazowiecki u Varšavy. Studovala nejprve na Státní akademii výtvarných umění (1963- 65), od roku 1965 na Katedře grafiky a malby Akademie výtvarných umění ve Varšavě (postupně v ateliérech Alexandra Kobzdeje a Stefana Gierowskiho. U druhého z nich v roce 1970 obhájila disertační práci: teoretickou rozpravu věnovanou kaligramu a praktickou část - akce na objektech Thaddeuse Kantora Multipart.
Původně se ve své práci věnovala směru kaligramu (vizuálně), pak performanci - její první přišla roku 1971. Od roku 1973 Partum se zabývala avantgardním filmem a od poloviny 70. let - do začátku 90. let téměř výhradně na feministické téma. Je autorem řady klasických děl nejen pro polské umění, k nimž náleží: Stupid Woman (Hloupá žena), Kobiety, małżeństwo jest przeciwko wam (Ženy, manželství je proti Vám), Zmiana - mój problem jest problemem kobiety (Změna - můj problém je problém ženy) nebo Sebeidentifikace.
V 90. letech a po roce 2000 se vrátila ke své předchozí tvorbě - kaligramu.
Její tvorbu připomněly v roce 2006 dvě retrospektivní výstavy: Legalność przestrzeni v Gdaňském Institutu umění a Sebeidentifikace ve Varšavské Krolikarně. V roce 2007 se její práce objevila na výstavě WACK! Art and feminist revolution v MOCA, Los Angeles, v roce 2008 na výstavě re.act.feminism na Akademii umění v Berlíně. Její koláž e Sebeidentifikace černobílá fotografie byla součástí výstavy Promises of the Past (Přísliby minulosti), která se konala od dubna do července 2010 v Centre Pompidou v Paříži.

## Galerie děl

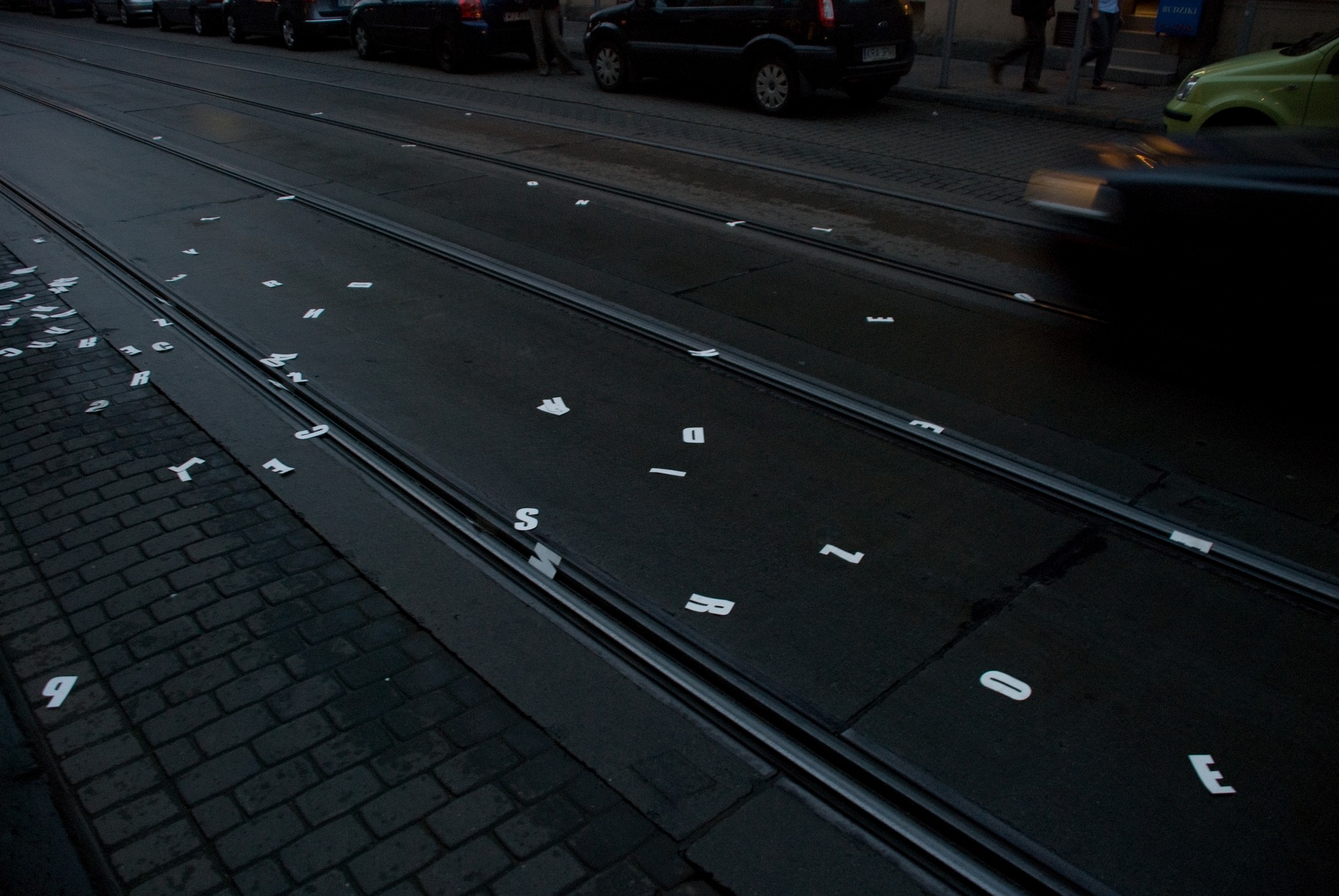
Ewa Partum, Kaligramy: Tadeusz Peiper, Bezokoliczniki, 2009, fot. Zofia Waligóra
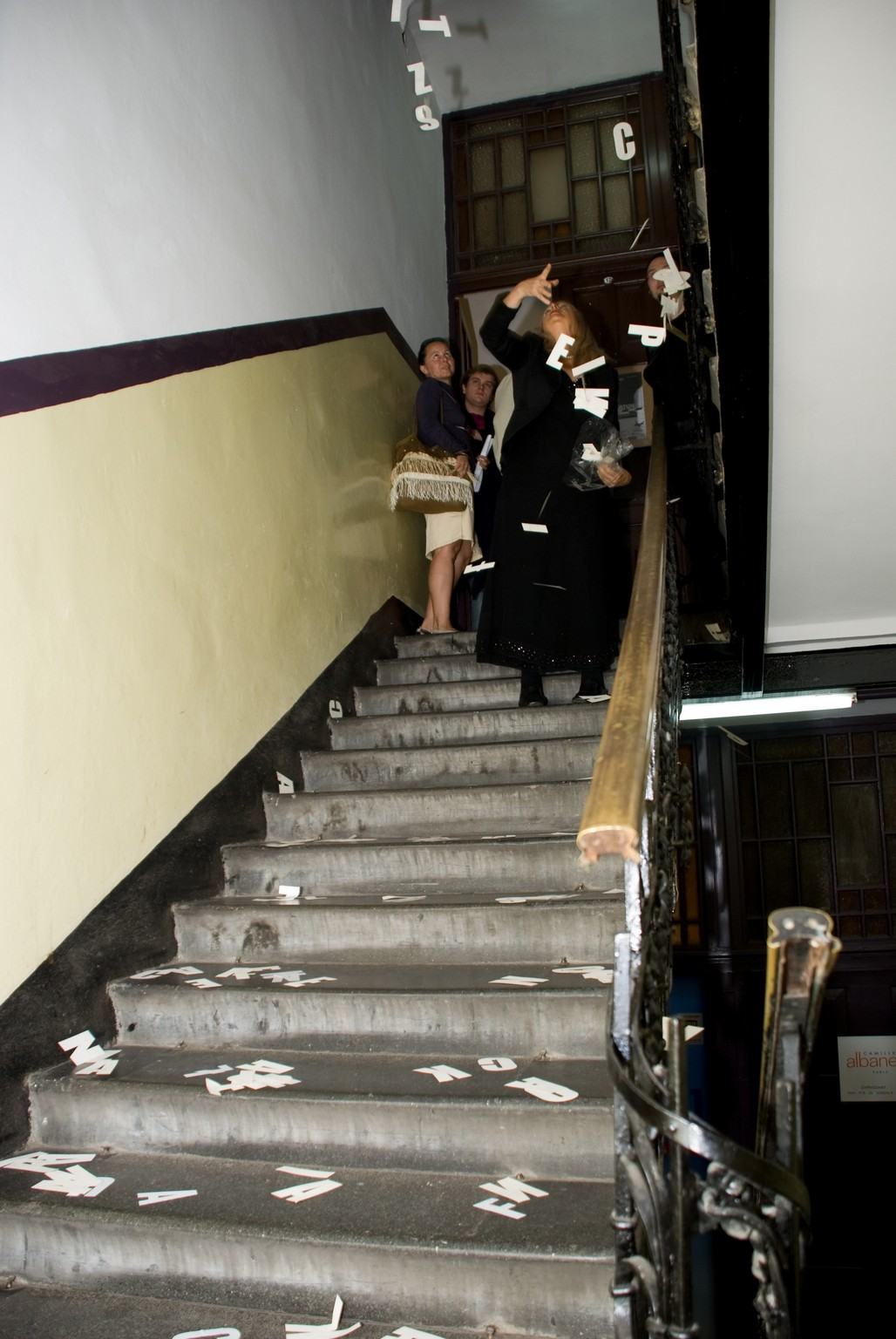
Ewa Partum, Kaligramy: Tadeusz Peiper, Bezokoliczniki, 2009, fot. Zofia Waligóra
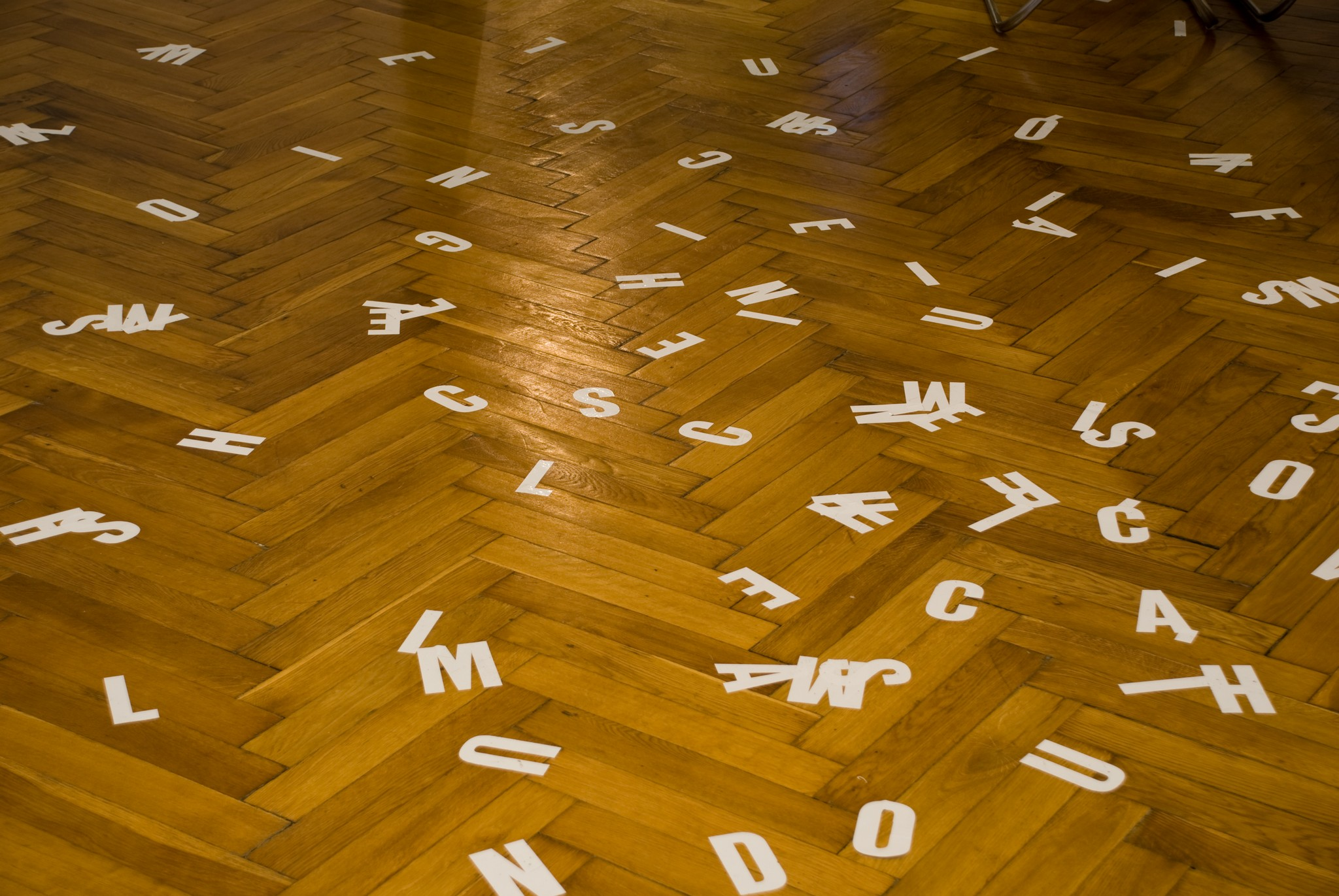
Ewa Partum, Kaligramy: Tadeusz Peiper, Sám chci si dát jméno, 2009, fot. Zofia Waligóra
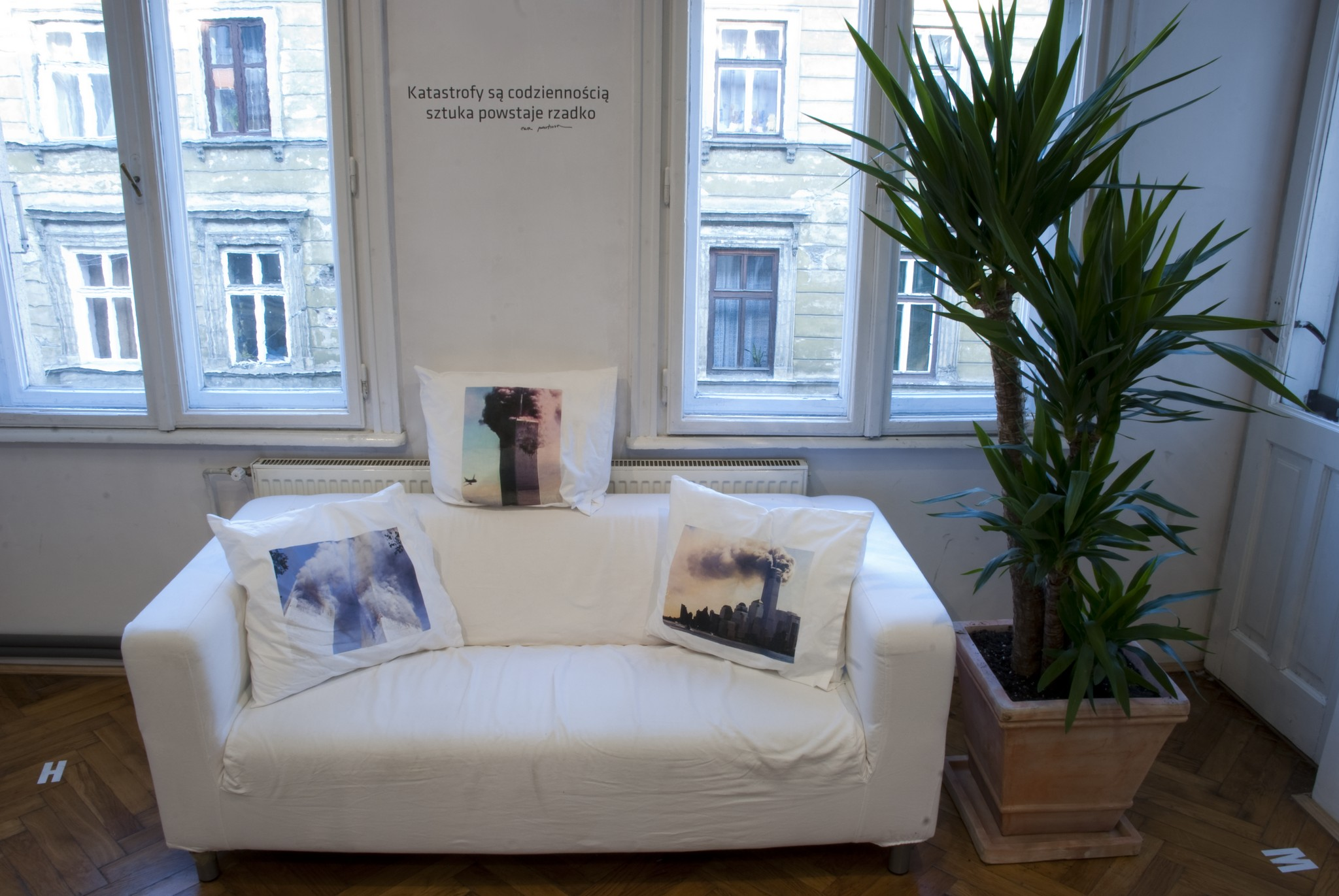
Ewa Partum, Katastrofy jsou samozřejmostí, umění vzniká zřídka, 2001
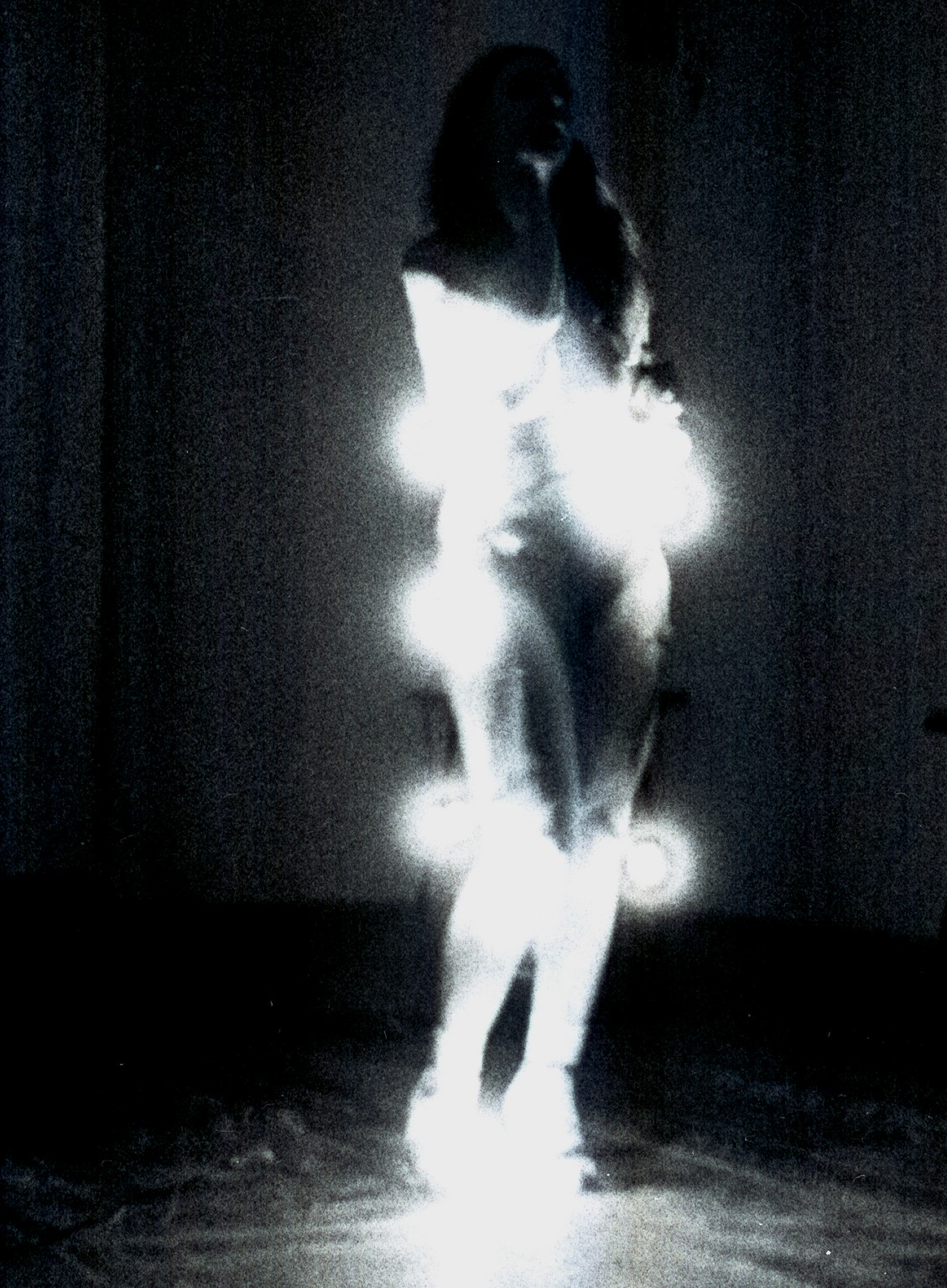
Ewa Partum, Stupid Woman, 1981